# Николаос-Скуфас
Нико́лаос-Скуф́ас (греч. Δήμος Νικολάου Σκουφά)  — община (дим) в Греции. Входит в периферийную единицу Арта в периферии Эпир. Административный центр — Пета, исторический центр — Коменон. Площадь 231,842 квадратного километра. Плотность 55,01 человека на квадратный километр. Население 12 753 человек по переписи 2011 года. Димархом на местных выборах 2019 года избрана Розина Вавеци (Ροζίνα Βαβέτση).
Община создана в 2010 году (ΦΕΚ 87Α) по программе «Калликратис» при слиянии упразднённых общин Арахтос, Комботион и Пета, а также сообщества Коменон. Названа по имени революционера Николаоса Скуфаса из Комботиона.
Община Николаос-Скуфас делится на четыре общинные единицы.